# Вулиця Фурманська (Львів)
Вулиця Фу́рманська — вулиця у Галицькому районі міста Львова, у межах історичного центру міста. Сполучає проспект Свободи з вулицею Городоцькою.

## Назва
- XVIII століття — 1871 рік — вулиця Капелюшніцка[5] названа так, мабуть через те, що на початку вулиці розташовувалася низка салонів-ательє капелюхів, зокрема салон «Кімелія», адже капелюхи (головні убори) свідчили про соціальний стан його власника.
- 1871 — листопад 1941 роки — вулиця Фурманьска [6], назва походить від пол. furman — візник. Фурмани обслуговували клієнтів готелів та декількох заїжджих дворів, що розташовувалися у кінці вулиці.
- листопад 1941 — липень 1944 роки — Фурманштрассе, назва походить від нім. Fuhrmann — візник)[6].
- сучасна назва — вулиця Фурманська від липня 1944 року[7].

## Забудова
В архітектурному ансамблі вулиці Фурманської присутні класицизм та віденська сецесія. Пам'ятки архітектури національного та місцевого значення на вулиці Фурманській відсутні. 

### З непарного боку вулиці
№ 1 — в будинку за Польщі працювало ательє дамських капелюхів «Кімелія», перукарня Баруха Аксельрада. Тут була синагога шинкарська або синагога «Гамельцор Гаісруелі» — синагога спілки рестораторів, офіціантів, власників кафе. Нині тут перукарня, туристична агенція «Ельпіда» та піцерія «Карліто».
№ 1а — за Польщі в будинку містився торговельно-комісійний дім, перукарня Деманта й магазин тканин Дюрра.
№ 3 — на початку XX століття власником будинку була Сима Ґолдберґ, а в будинку містився готель Менделя Ауербаха. Нині тут міститься турагенція «Море турів».
№ 5 — на початку XX століття власником будинку був Лейзор Ґурвіц. На той час в будинку діяло єврейське товариство «Бес Леви» (керівник Мозес Лейбман), а також працювала хлібопекарня Симона Грубера. У подвір'ї були дві синагоги: «Лікитай шаймес» та «Степінер Клойз». Нині тут книжковий магазин «Скарбниця», відкритий 1999 року. У грудні 2003 року він став першою у Львові книгарнею з вільним доступом до книжок Від 2004 року у внутрішньому подвір'ї будинку розташована артгалерея Ірини Вишинської. Також в будинку міститься хостел капсульного формату — антихостел «Форрест».
№ 7 — за Польщі в будинку містилися магазини тканин Мареля та ламп, скла і порцеляни Мольдау і Ляндау. 
№ 9 — прибутковий будинок Германа Епштейна, споруджений у 1910-х роках. Архітектор споруди аналогічним чином надав споруді стримане оздоблення, але завдяки розташування будинку на повороті вулиці він влаштував еліптичний еркер, який розмістив ближче до лівого краю фасаду, а на той же відстані у правого краю влаштовані балкони, і таким чином фасад має асиметричну композицію. Будинок має прогресивні широкі віконні отвори і лише вікна у правого краю фасаду є вузькими у наслідок нестачі простору. Вузькі вікна влаштовані у еркері, що відповідає його скругленій формі. Перший поверх будинку має торгове призначення, і його прикрашає руст із квадрами під рваний камінь, над вікнами крамниць влаштовані картуші у стилі модерну. Між другим та третім поверхами влаштовані важкі картуші у стилі класицизму, а у віконних простінках у бароковій манері влаштовані лізени. Четвертий поверх для урізноманітнення фасаду відокремлений від інших карнизом, а по даху простягнувся аттик, який нині зберігся лише частково. Будинок має крила у яких, як і у головному крилі влаштовані парадні під'їзди, але із спрощеним оздобленням. У головному крилі вестибюлю оздоблений відповідно головному фасаду, а сходи вирішені у стилі пізнього модерну. Майданчики прикрашені двома видами кахлів європейського виробництва. В будинку містилося кравецьке ательє Ґєні Вурм та зернотрейдерська контора Йонаса Розенфельда. У міжвоєнний період тут містився гуртовий продаж галантереї, папіросних гільз та паперу Дінґотта, торгівля бакалійними товарами Віттельса і торгівля парфумами Бірнфельда. Нині в будинку містяться Львівське спеціалізоване управління «Бурвод» № 584 ТОВ «БК" Укрбурвод"», салон «Імперо Барберс» та крамниця кухонної техніки та органічних продуктів для здорового харчування «Карпаччіо».
№ 11 — за Польщі в будинку був готель «Бомбах». Нині цієї адреси не існує.

### З парного боку вулиці
№ 2 — за Польщі в будинку була молочарня Беґляйтера. Нині цієї адреси також не існує.
№ 4 — на початку XX століття в будинку містилися ресторан Шимона Каца, готель Абрама Мейзельса «Під золотим ведмедем».
№ 6 — за Польщі в будинку працювала хлібопекарня Пінкаса, а також діяла синагога «Хейн Вехесед Аґудас Єшурім». Нині тут містяться салон одягу великих розмірів «Три кити» та ресторан «Бухара».
№ 14 — за Польщі в будинку кондитерська Берґа, від часів незалежності тут магазин навчальної іноземної літератури.